# Waynman Dixon
Waynman Dixon (* 1844; † 1930) war ein schottischer Eisenbahningenieur. Bekannt wurde er durch die Entdeckung von bis dahin unbekannten Schächten in der Cheops-Pyramide im Jahr 1872.
Wie viele andere damalige Forscher war er primär auf der Suche nach Schätzen in den Pyramiden.
Er war der Ansicht, dass wenn von der Königskammer in den Pyramiden zwei Schächte nach außen führen, auch von der sogenannten Königinnenkammer zwei Schächte nach außen führen müssten. Wenn deren Mündungen nicht sichtbar seien, müsse man sie eben suchen. In der Tat fand er an der von ihm vermuteten Stelle Schächte, indem er die Wände durch klopfen absuchte.  Er versuchte, mit einer schlanken und sehr langen Eisenstange die Länge der Schächte zu messen. Die Stange brach jedoch ab und ließ sich nicht mehr entfernen. Anschließend entzündete er in jedem der Schächte der Königinnenkammer ein Feuer und beobachtete, dass der Rauch nur in den südlichen Schacht abzog, woraus er schlussfolgerte, dass dieser Schacht länger sein müsste.

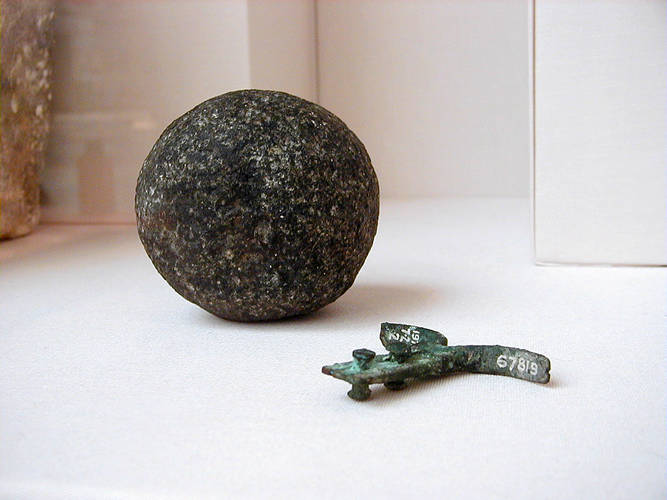
Der Doppelhaken aus Bronze und die etwa 5 Zentimeter große ziemlich glatte Granitkugel.

Dixon fand in den zwei Schächten einen Doppelhaken aus Bronze und eine etwa 5 Zentimeter große ziemlich glatte Doleritkugel, die heute im Britischen Museum zu sehen sind. Weiterhin fand er im nördlichen Schacht mehrere kleine Zedernholz-Stücke (diese werden heute im Marischal Museum in Aberdeen gelagert), welche über 70 Jahre lang verschollen waren und im Jahr 2020 wiedergefunden wurden. Diese Fundstücke sind auch als „Dixon-Relikte“ bekannt. Veröffentlicht hat er seine Entdeckung nicht, seine Aufzeichnungen lagern im Royal Scottish Observatory in Edinburgh.
Dixon war 1877 als Ingenieur an der Überführung des Obelisken „Nadel der Kleopatra“ von Alexandria nach London beteiligt.
Die Bedeutung der Schächte ist bis heute umstritten, es könnte sich um auf astronomische Objekte gerichtete Seelenöffnungen oder um schlichte Luftschächte gehandelt haben.